# أمنمحات الرابع
أمنمحات الرابع (ح. 1808 ق.م.-1799 ق.م.) كان سابع فراعنة الأسرة الثانية عشر. بدأ الحكم كشريك أصغر في الحكم مع أمنمحات الثالث، وأكمل معابد سابقه في مدينة ماضي بجنوب غرب الفيوم، وكذلك بنى معبداً في قصر الصاغة بشمال شرق الفيوم.

## عنه
تعد فترة حكمه القصيرة نسبيا خلت من الأحداث الكبرى، إلا أن عصره عُدّ بداية التدهور في الدولة الوسطى.
مات أمنمحات الرابع بدون وريث ذكر وخلفته أخته غير الشقيقة (أو عمته)، سوبك نفرو، التي أصبحت أول امرأة في 1500 سنة تحكم مصر. وربما كان أمنمحات الرابع زوج سوبك نفرو إلا أنه لا يوجد دليل تاريخي لدعم الفكرة. وحسب بردية تورين بإن أمنمحات الرابع حكم لمدة 9 سنوات و3 أشهر و 27 يوماً.
يعتقد بردية رايند أنها كُتبت في عهد أمنمحات الثالث. وقد استمتع بالحكم لفترة تتراوح بين 45 و 47 سنة كاملة بالرغم من أن أقرب تاريخ له يأني من بردية من سنة الحكم السادسة الأربعين، 1 أخِت 22 من عهده. لاحقاً أشرك أمنمحات معه في الحكم خليفته أمنمحات الرابع حسب نحت صخري (محطم حالياً) في كونوسو في النوبة، والذي يساوي السنة الأولى من عهد أمنمحات الرابع مع السنة 46 أو 47 أو 48 من عهد أمنمحات الثالث.
أسماؤه الأخرى:
- أمنمس
- خپر خپرو (الاسم الحورسي)